# Heinrich Rudolph Wullschlaegel
Heinrich Rudolf Heinrich Wullschlaegel (o Heinrich Wullschlägel (1 de febrero de 1805, Sarepta, Rusia – 29 de marzo de 1864, Berthelsdorf, Alemania) fue un obispo, botánico y traductor holandés-germano.
Recibe su educación primaria en Niesky, Sajonia, su formación teológica en Gnadenfeld, Silesia, permaneciendo los años 1844 a 1847 en Antigua, luego de 1847 a 1849 en Jamaica, y finalmente de 1849 a 1855 en Paramaribo, Surinam como cabeza de la Misión Unitas Fratrum - Iglesia Morava. Realiza extensas expediciones recolectando flora y escribiendo un diccionario del patois o idioma creole jamaiquino. También se dirige a Mosquitia.
En 1855 ingresa al Directorio de la Iglesia Morava en Berthelsdorf, Herrnhut, siendo obispo en
1857.

## Honores
En su honor:
- Wullschlaegelia Rchb.f., un género de dos especies de orquídeas áfilas lleva su nombre.

Especies
- Tabernaemontana wullschlaegelii
- Anthurium wullschlaegelii
- Philodendron wullschlaegelii
- Somphoxylon wullschlaegelii
- Lepanthes wullschlaegelii
- Paspalum wullschlaegelii
- Psychotria wullschlaegelii
- Pilea wullschlaegelii
- La abreviatura «Wullschl.» se emplea para indicar a Heinrich Rudolph Wullschlaegel como autoridad en la descripción y clasificación científica de los vegetales.[1]

## Fuente
- Urban, Ignaz. Notae Biographicae. Symbolae Antillanae 3:145,1902
- Bibliografía WorldCat